# ジャンヌの裁き
『ジャンヌの裁き』（ジャンヌのさばき）は、2024年1月12日から3月8日までテレビ東京系「ドラマ8」枠にて放送されたテレビドラマ。主演は玉木宏。

## あらすじ
越前剛太郎は 「さんぷう みなみ」というペンネームの、そこそこ売れている少女漫画家である。ある日、「検察審査員に選ばれました」という内容の封筒が届く。無視していたところ断れる期間を過ぎてしまい、しかたなく検察審査会に出席する。そこでさらに、くじ引きで審査会長に選ばれてしまう。
不起訴処分に対する不服申立がされた案件に対して、審査補助担当の弁護士の助言を得ながら、個性豊かな10人の検察審査員と共に「起訴相当」「不起訴相当」「不起訴不当」のいずれかの結論を出すことに奮闘する日々が始まる。
いくつかの不服申立の案件を重ねることで不起訴事案の真実に触れ、司法の闇に向き合うことになる。検察という強者に対し、越前たち審査員は、一般人の立場から事件の真相に迫る。

## 登場人物

### 主要人物
越前剛太郎（えちぜん ごうたろう）
演 - 玉木宏
少女漫画家「さんぷうみなみ」。世間からは女性と思われている、シングルファーザーである。検察審査員に選ばれ、さらに検察審査会長に選ばれる。
『君はメロンか甘夏か』の連載を終了し、「さんぷうみなみ」としての活動を引退する。少年漫画雑誌に本名で『BEAST CHARMER』という新作の連載を始める（最終話）。
近藤ふみ（こんどう ふみ）
演 - 桜井ユキ
弁護士。突然解任された神田に代わり、検察審査会の審査補助員となる（第3話）。M.G.M法律事務所所属。
寿就一（ことぶき しゅういち）
演 - 音尾琢真
刑事。剛太郎とは小学校の同級生。
草壁佐和子（くさかべ さわこ）
演 - 優香
新聞記者。剛太郎の元妻。
甲野美弥（こうの みや）
演 - 高岡早紀
ネイルサロン経営者。検察審査員。
桧山卯之助（ひやま うのすけ）
演 - 田中直樹（ココリコ）
東京地検特捜部長。裁判所の廊下を通る時塩川に道を空けさせるなど、プライドが非常に高い。
塩川学
演 - 金子昇
東京地検特捜部事務官。桧山の直属の部下。

### 検察審査会
高森健一（たかもり けんいち）
演 - 入江甚儀
“コウモリ”のごとくみんなにいい顔をする証券マン。証拠映像から皆が聞き逃した重要な音を聞き取れるほど耳が良い。転職活動中のようである（第7話）。
根津信也（ねず しんや）
演 - 長谷川純
いつも何かに怯えている“ネズミ”のようなゲームプログラマー。
いじめられていた過去があり、いじめが関係する事件で真相解明のため積極的に関わった（第5話）。それ以降検察審査会では怯えることが少なくなり、インターネットによる調べ物などで活躍する。
蛇塚保（へびづか たもつ）
演 - 山本龍二
“ヘビ”のような目をしたメンバー最年長の寿司職人。
神山わこ（かみやま わこ）
演 - 糸瀬七葉（小学生時代：横須賀京香）
“ワンコ（犬）”みたいにキャンキャンやかましい看護師。証言者の脈を取って、嘘をついているのを見破ることができる。
豹谷誠（ひょうたに まこと）
演 - スチール哲平
ゲイバー「瓢箪（“ひょう”たん）」のママ。
虎本守（とらもと まもる）
演 - 与座よしあき
“虎”党＝阪神ファンの電気配線工。
兎川うさ美（とがわ うさみ）
演 - 松本海希
“ウサギ”のように優しげな雰囲気を持つ主婦。いつも飴を持ち歩いていて、人にあげている。社会に出て働いている。
急用ができて、1案件欠席する（第5話）。
鳥井千加子（とりい ちかこ）
演 - おしの沙羅
自称・演劇関係者で何かと事件の再現を演じたがるパート主婦。
馬木志摩夫（うまき しまお）
演 - 坂井翔
しゃべりも風貌もチャラいDJ。コンビニ店員でもある。
鈴女敦（すずめ あつし）
演 - 関智一（第5話 - ）
検察審査会の補充審査員。普段の仕事は警備員。上着の襟をピシッとする癖がある。
急用で来られなくなった兎川うさ美に代わって出席する。連絡が取れなくなった甲野美弥の代わりに、正式メンバーとなる（第6話）。

### その他
神田達也
演 - 森一弥（第1話・第2話・最終話）
M.G.M法律事務所の弁護士。検察審査会の審査補助員を務めていたが、突然解任される（第2話）。
国会議員へ転身した桧山の公設秘書となっていた（最終話）。
小泉花
演 - 美月千佳
検察審査会の事務。審査の書記も行う。
越前幸
演 - 安藤セナ
剛太郎の娘。父親のことを剛ちゃんと呼ぶ。
越前賢太郎
演 - 松井稜樹
剛太郎の息子。

### ゲスト

#### 第1話
若林沙織
演 - 谷村美月（最終話）
被害者である若林省吾の妻。夫が死亡した暴行事件が不起訴となり、検察審査会へ不服申立をする。
長谷亮介
演 - 深澤嵐
暴行事件の目撃者。ヘビーフォレスト製薬勤務。3か月前の事件当時はコンビニのアルバイトだった。
重森拓斗
演 - 富田健太郎
被害者・若林省吾を死なせた人物。検察によって不起訴となる。
若林省吾
演 - 竹森千人
暴行事件の被害者。死亡する。
若林浩太
演 - 安藤馳隼
若林省吾と沙織の息子。父親を正義の味方だと尊敬している。
矢島勝利
演 - 徳井優
東京第一検察審査会 事務局 総務部の職員。
学生
演 - 椛島光、仲本愛美
本屋で「さんぷうみなみ」の「君はメロンか甘夏か」の新作を手に取りながら、最近ちょっとマンネリと話している。

#### 第2話
瀬川隆之
演 - 田島亮
妻を殺した容疑で逮捕されたが、不起訴になっていた男性。
暁ルミナ
演 - 遊井亮子
瀬川隆之との再婚を発表した、当代一の人気漫画家。
瀬川しのぶ
演 - 朝見心
自殺したとされている瀬川の妻。
榎本照美
演 - 藤田朋子（最終話）
しのぶの母。瀬川隆之は不起訴との結論に納得いかず、検察審議会へ不服申立てしていた。
国村淳一
演 - 田村幸士
瀬川宅の区域を担当する宅配便の配達員。実はしのぶが自殺を図ろうとしたのを止めたことがあり、その後も交流があった。
近藤かすみ
演 - 森レイ子
近藤ふみの姉。故人。死亡に至った件が不起訴となっている。
隣人
演 - 前野恵
事件があった瀬川宅の隣人。しのぶは病弱で外出せず、買い物も殆ど宅配だったと剛太郎に話す。

#### 第3話
岡崎夏菜
演 - 永井理子
広告代理店「創麗広告社」勤務の女性。会社と直属の上司をセクハラで告訴したが、証拠不十分で不起訴とされた。新CM発表会の日、ビルの屋上から転落死している。
江口紀夫
演 - 渋江譲二
夏菜の直属の上司。検察審査会でセクハラは嘘だと主張する。社長の息子で、会社では絶対的な権力を持っている。社長室で、塩川からボロを出さないように、と釘を刺される。
宮本由理香
演 - 森高愛
岡崎夏菜の会社の同期。佐和子の取材によると、夏菜が死亡する数日前、彼女と会社の屋上で言い争っていた。
江口厳
演 - 大河内浩
「創麗広告社」社長。紀夫の父。
所長
演 - 高松克弥
近藤ふみと神田達也が所属するM.G.M法律事務所の所長。
岡崎幸助、岡崎愛子
演 - 加門良、紫城いずみ
岡崎夏菜の両親。娘・夏菜が告訴して不起訴となったセクハラ事件の不服申立をした。事件との関連で、娘の死について検察審査会に話す。
部下
演 - 逢澤みちる
「創麗広告社」CM企画部での紀夫の部下。紀夫のセクハラ事件が報じられたネットニュースのスマホ画面を彼に見せる。

#### 第4話
淡路宗一郎
演 - 前田拳太郎（小学生時代：村山董絃）
父親を殺害したとして逮捕されたが、完全黙秘を貫き不起訴となる。人気パティシエ。実はわことは小学校の同級生。
淡路啓介
演 - ふるごおり雅浩
宗一郎と翔の父親、腹部をはさみで刺され、頭部を置物で殴られて殺害された。
淡路翔
演 - 周郷一颯
宗一郎の年の離れた弟。部屋に閉じこもっている。
佐竹明美
演 - 久保田磨希
淡路家の通いの家政婦。倒れていた啓介の第一発見者。
桑名克子
演 - 土井きよ美
理容師。犯人らしき恰幅のいい男を目撃したと証言。宗一郎を昔からよく知っている。
喫茶店のマスター
演 - 三島ゆたか
剛太郎とふみに、店内に飾られている写真の説明をする。一之はこの辺一帯の大地主で世話になっているから、みんな頭が上がらないと語る。
淡路一之
演 - 冨家ノリマサ
啓介の兄。病院を経営していて、大地主。

#### 第5話
葛城修治
演 - 小南光司
学園建物内の階段から転落して亡くなった男性教諭。悠斗の中等部からの親友。化学担当。えびアレルギー。遺体にはアレルギーの反応が出ていたが、死亡原因とされなかった。
葛城早苗
演 - ハマカワフミエ
修治の姉。修治が転落した原因は学校給食による食中毒だとして学園を訴えたが不起訴となり、不服申立をした女性。検察審査会に「弟は職場でいじめられていた」と訴える。
駒村文博
演 - 六平直政
中高一貫の進学校・私立駒村学園の理事長。息子・悠斗に対してパワハラと考えられる行為を行っている。
駒村悠斗
演 - アベラヒデノブ
駒村理事長の息子。化学担当の教員。次期理事長になるべく父・文博から強いプレッシャーをかけられている。修治が生前やっていてくれたことを剛太郎たちから説明されると、真緒を伴って検察に罪を告白し、駆けつけた父・文博に小突かれた杖の先を掴み、無言ではあるが明確に反抗する意志を見せた。
橋本真緒
演 - 星野奈緒
駒村理事長の秘書。学校裏サイトがかつて存在し、「名前は出ていないがたぶん修治について書き込まれていて、亡くなった後そのサイトが消えた」と話す。密かに修治を愛していた。
河村恵子
演 - 智順
駒村学園の教員。物理担当。理事長に取り入ろうとご機嫌取りをしている。修治に飲ませるためのポタージュスープを作った際に入れたカニ缶の空き缶を分別する様子が防犯カメラに映っていた。
甲野慎作
演 - 石井正則（第6話・最終話）
美弥の夫。民進党議員 庄司新之助の秘書。金品の受け取りと引き換えに議会へ便宜を図った件で逮捕されたが、桧山の策略で不起訴となった。故人。

#### 第6話
中原恭平
演 - 橋本恵一郎
2023年11月に発生したひき逃げ事故の被害者。死亡する。検察が下した不起訴処分に対し、妻・理恵が、不服申立を行った。
今井健太
演 - 坂田聡（第7話）
民進党国会議員・藤堂貴美子の専属運転手。ひき逃げ事故で立件されたが桧山によって不起訴となった。検察審査会による最初の事情聴取の際「起訴でも不起訴でもどちらでもかまいません。どうか迅速に結論を出してください」と述べ頭を深々と下げる。
妻が出産時に亡くなり、一人息子を男手ひとつで育てている。
息子・良介の心臓移植のために借金をしてでも渡米する覚悟でいたところ、剛太郎から、漫画を使ったクラウドファンディングを持ちかけられる（第7話）。
藤堂貴美子
演 - 高橋由美子（第7話）
民進党の国会議員。検察審査会がひき逃げ事故の真相を突き止めたため失脚する。
轟木駿
演 - 松嶋健太
事故車両である白い高級車を買い取った業者。検察審査会による事情聴取の際、運転席のシート位置が運転しづらいのではないかと思うほど前に出ていたと証言する。
佐和子の上司
演 - 中野剛（最終話）
桧山のことを調べている佐和子を、「検察に歯向かうと司法クラブでうちだけ情報をもらえなくなる」と制止する。
今井良介
演 - 花谷聡亮
今井健太の息子。移植が必要な重い心臓病で入院している。

#### 第7話
庄司新之助
演 - 笹野高史（最終話）
民進党最大派閥の議員。桧山のことを「箱庭を完成させるための賢い犬」と位置づけている。

#### 最終話
司会者
演 - 西将輝
桧山検事長就任式の司会。
記者
演 - 酒井貴浩、飛田一樹、土方鉄、髙畠祈莉
桧山検事長就任式に出席した記者たち。
警備員
演 - 荒川浩平
桧山検事長就任式の警備員。
庄司の執事
演 - 初鹿史弥
応接室に入ってきた桧山のコートとマフラーを預かる。

## スタッフ
- 脚本 - 泉澤陽子、大北はるか、いとう菜のは[3]
- 主題歌 - ケツメイシ「We GO」（avex trax）[46]
- 演出 - 西浦正記、池辺安智、三木茂[3]
- 音楽 - 中村佳紀、misaoobelle、Geek Kids Club、A.Valley、Otonez
- 題字 - おしの沙羅[注 1]
- イラスト - うったまー、馬岡未來
- 技術協力 - ビデオスタッフ
- 美術協力 - RIMATE Creative（新都総合芸術）
- チーフプロデューサー - 濱谷晃一（テレビ東京）[3]
- プロデューサー - 北川俊樹（テレビ東京）、中島叶（テレビ東京）、平部隆明（ホリプロ）、河添太（オランジュ）[3]
- 企画協力・アドバイザー - 田淵俊彦[3]
- 製作著作 - 「ジャンヌの裁き」製作委員会
- 制作 - テレビ東京、ホリプロ

## 放送日程
| 話数   | 放送日  | サブタイトル                                | 脚本         | 監督     |
| ------ | ------- | ------------------------------------------- | ------------ | -------- |
| 第1話  | 1月12日 | クジでヒーローに選ばれました!               | 泉澤陽子     | 西浦正記 |
| 第2話  | 1月19日 | 亡くなった妻の大きな秘密!?                  | 泉澤陽子     | 西浦正記 |
| 第3話  | 1月26日 | セクハラ事件解決の鍵は空白の5分!?           | 泉澤陽子     | 池辺安智 |
| 第4話  | 2月02日 | 黙秘の貴公子秘める謎…裏切り者は誰?          | 大北はるか   | 池辺安智 |
| 第5話  | 2月09日 | 学園の闇に葬られた教師の死の真実!?          | いとう菜のは | 西浦正記 |
| 第6話  | 2月16日 | 裏切り者が判明…ひき逃げ起訴相当が悲劇を!?   | 泉澤陽子     | 三木茂   |
| 第7話  | 3月01日 | 最終章突入! まさか…ラストに衝撃の裏切りが!? | いとう菜のは | 西浦正記 |
| 最終話 | 3月08日 | 就任式に殴り込み!? 検察審査会VS巨悪、決着!  | 泉澤陽子     | 西浦正記 |

- 初回は20時 - 21時9分の15分拡大放送。
- 2月23日は『世界卓球2024 世界一へニッポン団結!女子 準決勝  日本× 香港』中継（18時55分 - 22時8分）のため休止。